# Клитеместра (пьеса)
«Клитеместра» или «Клитемнестра» (др.-греч. Κλυταιμήστρα) — пьеса древнегреческого драматурга Софокла (V век до н. э.) на тему мифов Арголиды, текст которой утрачен за исключением нескольких коротких отрывков.
Главная героиня пьесы — Клитеместра (Клитемнестра), жена царя Микен Агамемнона, убившая мужа, а позже убитая собственным сыном Орестом. Сохранился только один короткий фрагмент текста: «Здесь бродит Мститель — разве вы его // Не видите?». О сюжете трагедии ничего не известно, но исследователи уверены, что речь об убийстве Агамемнона.
Эта пьеса Софокла могла стать одним из источников сюжетного материала для трагедии Луция Аннея Сенеки «Агамемнон».